# Jean Delemer
Jean Eugène Marie Joseph Delemer (* 30. Januar 1904 in Lille; † 8. März 1993 in Ciboure) war ein französischer Autorennfahrer.

## Karriere als Rennfahrer
Jean Delemer wurde beim Großen Preis von Spanien 1928 auf dem Circuito Lasarte auf einem E.H.P. hinter Louis Chiron und Georges Bouriano (beide Bugatti) Dritter. 1931 und 1932 war er bei Sportwagenrennen Teamkollege von Raymond Sommer. 1931 erreichte er im von Henri de Costier gemeldeten Chrysler CD Eight den dritten Gesamtrang beim 24-Stunden-Rennen von Spa-Francorchamps. Die Teilnahmen am 24-Stunden-Rennen von Le Mans 1931 und dem Rennen in Spa 1932 endeten nach Ausfällen vorzeitig.

## Statistik

### Le-Mans-Ergebnisse
| Jahr | Team             | Fahrzeug          | Teamkollege    | Platzierung | Ausfallgrund |
| ---- | ---------------- | ----------------- | -------------- | ----------- | ------------ |
| 1931 | Henri de Costier | Chrysler CD Eight | Raymond Sommer | Ausfall     | Kühler       |